# 梯也尔城墙
梯也尔城墙是最后一道巴黎城墙，由阿道夫·梯也尔修筑于1841年到1844年，周长33公里，面积78平方公里。1919年到1929年期间拆除城墙，后来沿线修筑了环城大道，仍为巴黎市和郊区的分界线。 

## 历史
1830年，路易-菲利普一世自称法国国王，他认为保卫法国的关键，是不让巴黎像1814年那样轻易落入外国军队之手，因此，他设想兴建外围的城墙，使城市坚不可摧。

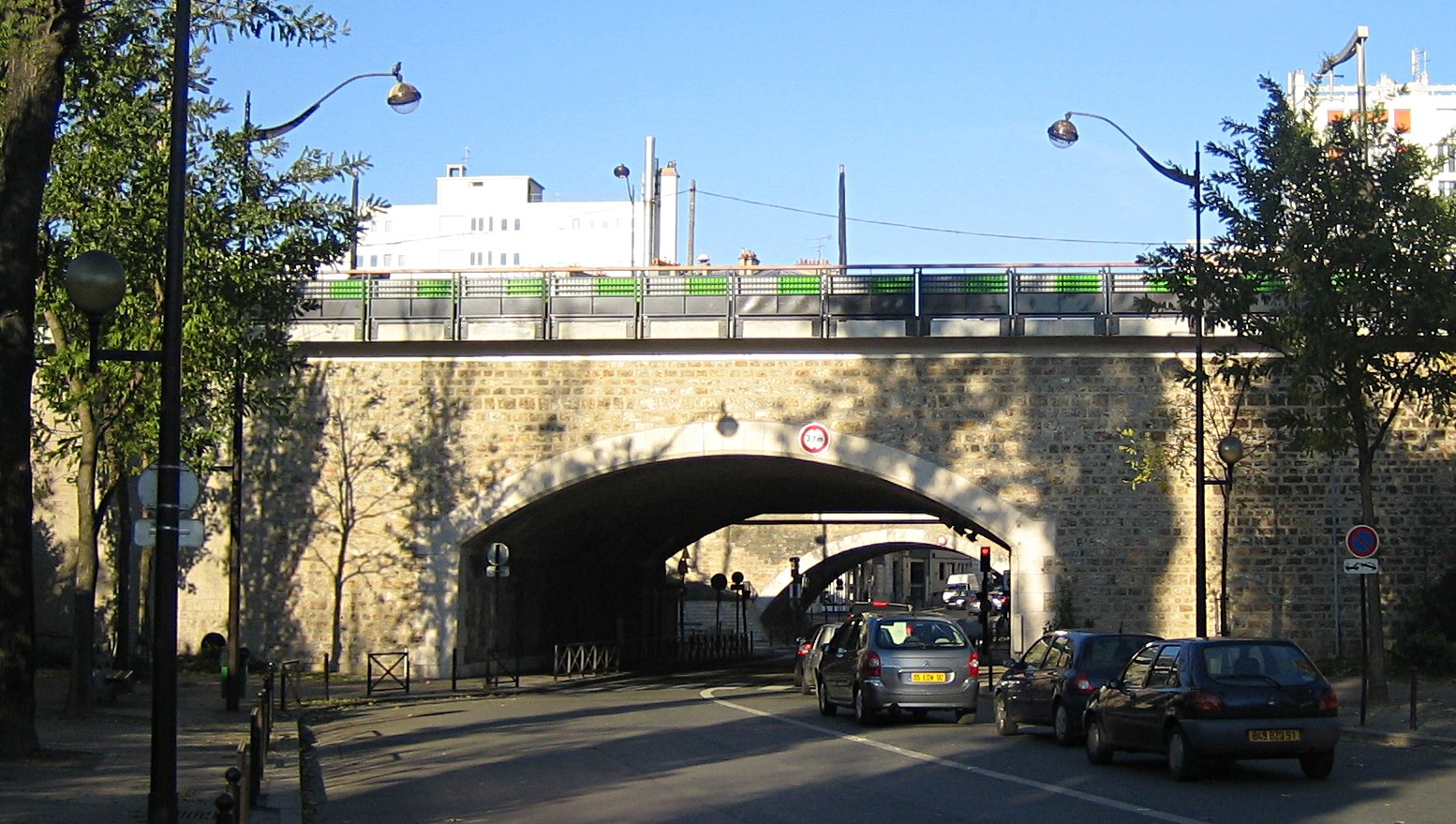
城墙遗迹

## 脚注
1. ↑   (PDF).   [4 October 2009]. （原始内容存档 (PDF)于2008-12-05） （法语）.